# William Meynard
William Meynard (Marseille, 11 juli 1987) is een Franse zwemmer. Hij vertegenwoordigde zijn vaderland op de Olympische Zomerspelen 2016 in Rio de Janeiro.

## Carrière
Tijdens een kortebaanwedstrijd in Istres, in december 2008, verbeterde Meynard samen met Grégory Mallet, Fabien Gilot en Frédérick Bousquet het wereldrecord op de 4x100 meter vrije slag. Bij zijn internationale debuut, op de wereldkampioenschappen zwemmen 2009 in de Italiaanse hoofdstad Rome, vormde hij samen met Amaury Leveaux, Grégory Mallet en Fabien Gilot een team in de series van de 4x100 meter vrije slag. In de finale sleepten Mallet en Gilot samen met Alain Bernard en Frédérick Bousquet de bronzen medaille in de wacht. Voor zijn aandeel in de series ontving Meynard de bronzen medaille.
Meynard veroverde de bronzen medaille op de 100 meter vrije slag tijdens de Europese kampioenschappen zwemmen 2010 in Boedapest; alleen zijn landgenoot Alain Bernard en de Rus Jevgeni Lagoenov waren sneller. Samen met Fabien Gilot, Yannick Agnel en Alain Bernard haalde hij een zilveren medaille op de 4x100 meter vrije slag estafette. Op de 4x100 meter wisselslag vormde Meynard samen met Jérémy Stravius, Hugues Duboscq en Clément Lefert een team in de series, in de finale sleepte Duboscq samen met Camille Lacourt, Frédérick Bousquet en Fabien Gilot de Europese titel in de wacht. Voor zijn inspanningen in de series werd Meynard beloond met de gouden medaille. Tijdens de wereldkampioenschappen kortebaanzwemmen 2010 in Dubai zwom hij samen met Boris Steimetz, Alain Bernard en Frédérick Bousquet in de series van de 4x100 meter vrije slag, in de finale veroverden Bernard en Bousquet samen met Fabien Gilot en Yannick Agnel de wereldtitel. Voor zijn aandeel in de series ontving Meynard de gouden medaille.
Op de wereldkampioenschappen zwemmen 2011 in Shanghai sleepte de Fransman de bronzen medaille in de wacht op de 100 meter vrije slag, op de 4x100 meter vrije slag legde hij samen met Alain Bernard, Jérémy Stravius en Fabien Gilot beslag op de zilveren medaille.

### 2013-2016
Tijdens de wereldkampioenschappen zwemmen 2013 in Barcelona werd Meynard uitgeschakeld in de series van de 100 meter vrije slag. Samen met Amaury Leveaux, Fabien Gilot en Grégory Mallet zwom hij in de series van de 4x100 meter vrije slag, in de finale legde Gilot samen met Yannick Agnel, Florent Manaudou en Jérémy Stravius beslag op de wereldtitel. Voor zijn inspanningen in de series ontving Meynard eveneens de gouden medaille.
In Londen nam de Fransman deel aan de Europese kampioenschappen zwemmen 2016. Op dit toernooi werd hij samen met Florent Manaudou, Fabien Gilot en Clément Mignon Europees kampioen op de 4x100 meter vrije slag. Op de Olympische Zomerspelen van 2016 in Rio de Janeiro zwom Meynard samen met Clément Mignon, Fabien Gilot en Mehdy Metella in de series van de 4x100 meter vrije slag, in de finale veroverden Metella en Gilot samen met Florent Manaudou en Jérémy Stravius de zilveren medaille. Voor zijn inspanningen in de series ontving Meynard eveneens de zilveren medaille.

## Internationale toernooien
| Jaar | Olympische Spelen                                | WK langebaan                                                           | WK kortebaan                                     | EK langebaan                                                                           | EK kortebaan  |
| ---- | ------------------------------------------------ | ---------------------------------------------------------------------- | ------------------------------------------------ | -------------------------------------------------------------------------------------- | ------------- |
| 2009 |                                                  | 4x100 m vrije slag · Meynard zwom enkel de series                      |                                                  |                                                                                        | geen deelname |
| 2010 |                                                  |                                                                        | 4x100m vrije slag · Meynard zwom enkel de series | 100m vrije slag · 4x100m vrije slag · 4x100m wisselslag · Meynard zwom enkel de series | geen deelname |
| 2011 |                                                  | 100m vrije slag · 4x100m vrije slag                                    |                                                  |                                                                                        | geen deelname |
| 2012 | geen deelname                                    |                                                                        | geen deelname                                    | geen deelname                                                                          | geen deelname |
| 2013 |                                                  | 19e 100m vrije slag · 4x100m vrije slag · Meynard zwom enkel de series |                                                  |                                                                                        | geen deelname |
| 2014 |                                                  |                                                                        | geen deelname                                    | geen deelname                                                                          |               |
| 2015 |                                                  | geen deelname                                                          |                                                  |                                                                                        | geen deelname |
| 2016 | 4x100m vrije slag · Meynard zwom enkel de series |                                                                        | 6-11 december                                    | 4x100m vrije slag                                                                      |               |

## Persoonlijke records
Bijgewerkt tot en met 15 november 2012
Kortebaan
| Afstand         | Tijd    | Datum            | Plaats   |
| --------------- | ------- | ---------------- | -------- |
| 50m vrije slag  | 22,27   | 15 november 2012 | Angers   |
| 100m vrije slag | 48,72   | 6 december 2009  | Chartres |
| 200m vrije slag | 1.48,63 | 2 december 2006  | Istres   |

Langebaan
| Afstand         | Tijd    | Datum         | Plaats      |
| --------------- | ------- | ------------- | ----------- |
| 50m vrije slag  | 22,56   | 26 april 2009 | Montpellier |
| 100m vrije slag | 47,77   | 23 april 2009 | Montpellier |
| 200m vrije slag | 1.49,35 | 15 juni 2012  | Rome        |